# Copa de Clubes Campeones del Golfo 2014
La Liga de Campeones GCC (en árabe: دوري أبطال الخليج للأندية‎) es un torneo de fútbol organizado anualmente por la UAFA para clubes de los Estados Árabes del Golfo Pérsico.
Le edición 2014 fue la 29na edición, oficialmente conocida como The Pharmton 29th GCC Club Cup Championship debido a razones de patrocinio.
Comenzó el 3 de febrero de 2014 por lo que se cambió a ser jugado en un año calendario, que era el formato habitual hasta que se cambie la última edición.

## Equipos
| Equipos                 | Método de calificación                                         | Ap. | Últ Ap. |
| ----------------------- | -------------------------------------------------------------- | --- | ------- |
| Al-Shoalah FC           | Quinto lugar de la Primera División de Arabia Saudita 2013-14  |     | Ninguna |
| Al-Raed SFC             | Séptimo lugar de la Primera División de Arabia Saudita 2013-14 |     | Ninguna |
| Al-Muharraq SC          | Ganador de la Copa del Rey de Bahréin 2014                     |     | 2012-13 |
| Busaiteen Club          | Subcampeón de la Liga Premier de Baréin 2013-14                |     | 2012-13 |
| Al Jahra                | Tercer lugar de la Liga Premier de Kuwait 2013–14              |     | 2012    |
| Al-Nasr                 | Cuarto lugar de la Liga Premier de Kuwait 2013–14              |     | 2012    |
| Al-Nahda FC             | Tercer lugar de la Liga Profesional de Omán 2013-14            |     | 2012    |
| Saham SC                | Cuarto lugar de la Liga Profesional de Omán 2013-14            |     | 2011    |
| Al-Khor SC              | Quinto lugar de la Liga de fútbol de Catar 2013-14             |     | 2012-13 |
| Al Kharaitiyat SC       | Decimotercer lugar de la Liga de fútbol de Catar 2013-14       |     | 2012-13 |
| Al Shabab Al Arabi Club | Cuarto lugar de la Liga Árabe del Golfo 2013-14                |     | 2011    |
| Al Nasr                 | Quinto lugar de la Liga Árabe del Golfo 2013-14                |     | 1987    |

## Fase de grupo
La fase de grupo es jugada a doble ronda, para completar cuatro juegos por equipo. Clasifican a los cuartos de final los dos primeras de cada grupo.

### Grupo A
| Team        | Pld | W | D | L | GF | GA | GD | Pts |
| ----------- | --- | - | - | - | -- | -- | -- | --- |
| Saham SC    | 4   | 2 | 2 | 0 | 8  | 6  | +2 | 8   |
| Al Jahra SC | 4   | 1 | 2 | 1 | 9  | 9  | +0 | 5   |
| Al-Raed SFC | 4   | 0 | 2 | 2 | 6  | 8  | -2 | 2   |

### Grupo B
| Team               | Pld | W | D | L | GF | GA | GD | Pts |
| ------------------ | --- | - | - | - | -- | -- | -- | --- |
| Al Shabab Al Arabi | 4   | 2 | 1 | 1 | 4  | 3  | +1 | 7   |
| Al-Muharraq SC     | 4   | 2 | 1 | 1 | 4  | 3  | +1 | 7   |
| Al-Shoalah FC      | 4   | 0 | 2 | 2 | 2  | 4  | -2 | 2   |

### Grupo C
| Team           | Pld | W | D | L | GF | GA | GD | Pts |
| -------------- | --- | - | - | - | -- | -- | -- | --- |
| Al Nasr SC     | 4   | 2 | 2 | 0 | 8  | 2  | +6 | 8   |
| Busaiteen Club | 4   | 2 | 1 | 1 | 5  | 2  | +3 | 7   |
| Al-Khor SC     | 4   | 0 | 1 | 3 | 3  | 12 | -9 | 1   |

### Grupo D
| Team              | Pld | W | D | L | GF | GA | GD | Pts |
| ----------------- | --- | - | - | - | -- | -- | -- | --- |
| Al-Nahda FC       | 4   | 2 | 2 | 0 | 7  | 5  | +2 | 8   |
| Al Kharaitiyat SC | 4   | 1 | 2 | 1 | 6  | 6  | 0  | 5   |
| Al-Nasr SC        | 4   | 1 | 2 | 2 | 3  | 5  | -2 | 2   |

## Fase final

### Cuartos de final
| 22 de abril de 2014 | Saham | 3:1 | Busaiteen | Complejo deportivo Sultan Qaboos, Muscate |  |

| 22 de abril de 2014 | Al-Nasr SC | 2:2 (3-1 p.) | Al Jahra | Estadio Al-Maktoum, Dubái |  |

| 23 de abril de 2014 | Al Shabab | 4:0 | Al Kharaitiyat | Estadio Al-Maktoum, Dubái |  |

| 23 de abril de 2014 | Al-Nahda                              | 3:0 | Al-Muharraq | Complejo deportivo Sultan Qaboos, Muscate |                            |
|                     | Saeed 17' · Al Farsi 82' · Asamad 90' |     |             | Árbitro(s): Marai Al-Awaji                | Árbitro(s): Marai Al-Awaji |

### Semifinales
| 5 de mayo de 2014 | Saham                                     | 3:1 | Al Shabab | Complejo deportivo Sultan Qaboos, Muscate |  |
|                   | Johar 11' · Al-Zeno 51' · Al-Jalabubi 89' |     |           |                                           |  |

| 13 de mayo de 2014 | Al Shabab | 3:1 (4-5 p.) | Saham | Estadio Al-Maktoum, Dubái |  |

| 6 de mayo de 2014 | Al-Nahda | 1:1 | Al-Nasr SC |  |  |

| 14 de mayo de 2014 | Al-Nasr SC           | 2:1 | Al-Nahda  |  |  |
|                    | Leonardo 6'Touré 28' |     | Saeed 33' |  |  |

### Final
| 19 de mayo de 2014 | Al-Nasr SC           | 2:1 | Saham     | Estadio Maktoum Bin Rashid Al Maktoum, Dubái |                        |
|                    | Leonardo 6'Touré 28' |     | Saeed 33' | Árbitro(s): Al Mirdasi                       | Árbitro(s): Al Mirdasi |

## Goleadores
Actualizado hasta el 26 de diciembre de 2015.
| Lugar | Jugador           | Equipo    | Goles |
| ----- | ----------------- | --------- | ----- |
| 1     | Leonardo          | Al-Nasr   | 3     |
| 1     | Brett Holman      | Al-Nasr   | 3     |
| 1     | Carlos Villanueva | Al Shabab | 3     |